# New Haven (Kentucky)
New Haven és una població dels Estats Units a l'estat de Kentucky. Segons el cens del 2000 tenia 849 habitants.

## Demografia
Segons el cens del 2000, New Haven tenia 849 habitants, 341 habitatges, i 243 famílies. La densitat de població era de 585,4 habitants/km².
Dels 341 habitatges en un 34,9% hi vivien nens de menys de 18 anys, en un 46% hi vivien parelles casades, en un 20,5% dones solteres, i en un 28,7% no eren unitats familiars. En el 26,1% dels habitatges hi vivien persones soles el 12,6% de les quals corresponia a persones de 65 anys o més que vivien soles. El nombre mitjà de persones vivint en cada habitatge era de 2,49 i el nombre mitjà de persones que vivien en cada família era de 2,95.
Per edats la població es repartia de la següent manera: un 27,1% tenia menys de 18 anys, un 8,7% entre 18 i 24, un 29,1% entre 25 i 44, un 19,3% de 45 a 60 i un 15,8% 65 anys o més.
L'edat mediana era de 35 anys. Per cada 100 dones de 18 o més anys hi havia 82,6 homes.
La renda mediana per habitatge era de 29.886 $ i la renda mediana per família de 37.875 $. Els homes tenien una renda mediana de 28.456 $ mentre que les dones 20.809 $. La renda per capita de la població era de 15.284 $. Entorn del 17,2% de les famílies i el 18,7% de la població estaven per davall del llindar de pobresa.

## Poblacions més properes
El següent diagrama mostra les poblacions més properes.